# Batopilasia byei
Batopilasia byei là một loài thực vật có hoa trong họ Cúc. Loài này được (S.D.Sundb. & G.L.Nesom) G.L.Nesom & Noyes mô tả khoa học đầu tiên năm 2000.